# El espinazo del diablo
El espinazo del diablo (Engelse titel: The Devil's Backbone) is een Spaans-Mexicaanse horrorfilm uit 2001 van regisseur Guillermo del Toro. Deze werd door Pedro Almodóvar over de streep getrokken om de titel te maken.
El espinazo del diablo is Del Toro's eerste lange speelfilm waarin hij zijn affiniteit met fantasyelementen laat zien. Fantasy vormt sindsdien een rode draad door zijn regisseurscarrière. Almodóvar overtuigde Del Toro niet alleen tot het maken van de film, maar produceerde deze vervolgens ook.
Volgens de Mexicaanse regisseur is El espinazo del diablo het kleine, onvolwassen broertje van zijn film El laberinto del fauno (Pan's Labyrinth) uit 2006.

## Verhaal
Carlos (Fernando Tielve) wordt op zijn tiende in het weeshuis van Carmen (Marisa Paredes) en professor Casares (Federico Luppi) achtergelaten. Daar krijgt hij het aan de stok met de onderhoudsman Jacinto (Eduardo Noriega). Iedere keer wanneer een van de weesjongeren in de buurt komen van een vertrek van het weeshuis met een diepe put erin springt hij uit zijn vel. In de tuin staat bovendien een niet-ontplofte, maar op scherp staande bom die overbleef uit de net beëindigde Spaanse Burgeroorlog. De geest van een jongen die vroeger in het weeshuis leefde (Santi, Junio Valverde) komt Carlos 's nachts geregeld bezoeken, om hem te waarschuwen voor een aankomend bloedbad. De bewoners van het van de buitenwereld geïsoleerde weeshuis kunnen nergens heen. De andere jongens vertellen hem dat Santi verdween toen de bom in de tuin belandde, alleen weet niemand waarheen. Hij blijkt, net zomin als de bom, verantwoordelijk voor het voorspelde bloedbad. Jacinto blijkt het grote kwaad in het weeshuis. In de put die hij zo streng bewaakt, verdronk hij jaren daarvoor Santi.

## Rolverdeling
| Acteur          | Personage   |
| --------------- | ----------- |
| Fernando Tielve | Carlos      |
| Íñigo Garcés    | Jaime       |
| Eduardo Noriega | Jacinto     |
| Marisa Paredes  | Carmen      |
| Federico Luppi  | Dr. Casares |
| Junio Valverde  | Santi       |
| Irene Visedo    | Conchita    |

## Prijzen
Regisseur Del Toro won onder meer een Méliès Award op het Amsterdam Fantastic Film Festival voor El espinazo del diablo, alsmede vijf andere prijzen en zeven nominaties voor verschillende filmprijzen (waaronder verschillende bij de Goya Awards).